# Materna (peinture)
Materna est une peinture à l'huile sur toile couchée sur carton, réalisée en 1984 par le peintre congolais Frédéric Trigo Piula. Avec Ta Télé, elles sont considérées comme les deux œuvres les plus notables de l’artiste. En effet, c'est en les exposant à Libreville au centre international des civilisations bantu (CICIBA), lors de la biennale de l’art Bantou contemporain en 1985, que Susan Vogel, conservatrice et experte en art africain, découvre ses travaux et le contacte à Brazzaville. C'est cette rencontre qui a fait connaître Trigo Piula sur la scène internationale.

## Description
Le tableau, de dimensions 122 × 88 cm, représente une maternité Kongo., une mère alaitant son enfant. Elle rappelle les maternités Phemba du peuple Yombé.
La femme dénudée, le dos bien droit, est assise sur un socle à deux niveaux. Un anneau enserre le haut de chacun des bras. Les deux jambes sont croisées en position du lotus. La jambe gauche est ornée de plusieurs anneaux. Un enfant est posé dans son giron (partie du corps qui va de la ceinture aux genoux lorsqu' on est en position assise). Le bébé est allongé, sa tête soutenue par la paume de la main gauche de la maman qui, pose sa main droite sur les jambes du bébé. Les seins de la mère sont apparents et proéminents.
La tête blanche de la mère, ornée d'un couvre-chef rouge, contraste fortement avec la patine de couleur marron du reste du corps; les cheveux blonds coupés courts et les yeux bleus, fixes, à la limite de la mélancolie, accentuant cet antagonisme. Son cou est orné d’une collerette de style élisabéthain blanc, completée de petites boîtes de lait suspendues.
Au premier plan, plusieurs boîtes vides de conserve de lait concentré de la marque Bonnet rouge,, le couvercle ouvert, jonchent le sol. Certaines contiennent de petites statuettes dans les coins inférieurs de l’œuvre. On note également des bougies qui se consument.
A l'arrière-plan, le fond sombre tranche avec la couleur claire du pagne de type wax, décoré de conques (mollusques).

## Maternités Kongo ou Yombé
Les représentations de  Maternités  du Mayombe et de la région côtière du pays Kongo sont parmi les visuels les plus séduisants de l'art africain, en raison de l'universalité de leur thème, de leur naturalisme et de la perfection de leurs formes. Leurs canons stylistiques tels que les yeux incrustés de morceaux de verre leur donnent vie, en plus du réalisme global des traits et des proportions.
La statuaire Phemba, également connue sous le nom de figures de maternité yombé ou kongo, se réfère à des objets sculpturaux qui décrivent les figures d’une mère et de son enfant,. Les Phemba sont des représentations emblématiques de l’art Kongo reflétant le degré auquel les femmes sont positionnées dans la culture Kongo, non seulement pour leur fécondité, mais également comme les yeux et les gardiennes de l’esprit. Les sociétés Kongo sont matrilinéaires, car c'est par la maman que se transmet le sang et l'unicité du clan.
Dans certains cas particuliers, les communautés honoraient les femmes en mettant en place des icônes en pierre représentant une mère et un enfant à placer sur les tombes. Ce mélange des genres a également été considéré comme dangereux, car il représentait une immersion de la source de vie - la mère - dans le monde des morts.
Le mot kikongo Phemba se traduit par  « la couleur blanche », ou « la pureté » en référence à la terre blanche (kaolinite) qui est un signe de fertilité dans la région. Le nom est interprété par John M. Janzen (1979) comme désignant  « celui qui donne des enfants vertueux ». Un enfant Phemba  est un enfant Nkisi conçu de façon magique, un émissaire fragile du monde des esprits.
La statuaire de Phemba se divise en deux groupes : les mères qui bordent ou tiennent leurs bébés, et les mères allaitantes. Les styles très différents des sculptures Phemba, illustrent des variations régionales et même personnelles sur le même thème.
La tradition orale soutient que le culte Phemba, a été établi par une célèbre matrone, mais dont personne n'a retenu le nom. Elle dit également que ces maternités mettraient en scène une femme de chef présentant à son mari leur premier enfant vivant ou mort-né, ou décédé peu après la naissance. Ces statuettes seraient à l'effigie de la fondatrice du clan ou d'une femme régnante.
Ces objets seraient au départ, la propriété du chef.

## Interprétation
Avec  Materna, tableau de la série Nouveaux Fétiches, l’artiste met en exergue les tensions culturelles qui sont intervenues du fait de l’introduction du lait concentré sucré, artificiel, importé sur les marchés d'Afrique subsaharienne. Ce lait a tendance à remplacer le lait maternel ; ce lait naturel qui procure les premiers anti-corps qui vont protéger le nouveau-né contre les agents pathogènes et donc contre les maladies. La figure traditionnelle d’allaitement Kongo au centre de la composition, ainsi que les boîtes de lait et les bougies incandescentes parsemées autour d’elle, font presque penser à une cérémonie rituelle.
À l'image des maternités Phemba, le sujet central est une jeune femme au port altier, forte et en bonne santé, symbolisant la mère avec toutes les responsabilités qui lui confère ce titre. C'est également, la mère ancestrale, la mère du peuple ou de l'ethnie, protectrice du lignage des Kongo qui sont représentées par l'enfant qu'elle nourrit et protège jalousement.
Il effectue une fusion afro-européenne en associant les objets de la culture moderne occidentale avec ceux de la culture traditionnelle africaine.

## Cycle «Nouveaux fétiches»
D'après Trigo Piula, le mot fétiche proviendrait du portugais « facticios » qui signifie « non naturel » ou « artificiel », terme par lequel les colons désignaient ces objets.
Lors de la construction du Palais des congrès (avenue Alfred Raoul anciennement boulevard des armées) de Brazzaville par la coopération chinoise, un appel d'offres est lancé afin de soumettre des œuvres d’art qui seraient utilisées pour décorer les murs du palais. Il présente plusieurs peintures, parmi lesquelles figure Materna. En venant s'enquérir du statut du concours, il trouve Materna abandonné dans la cour du palais avec le mot « rejeté » écrit sur le verso, parce que la peinture représentait un fétiche et donc perpétuait les pratiques fétichistes et spirituelles, qui à l’époque, et sous le Parti congolais du travail marxiste_léniniste, étaient prohibées. Les autorités ne voulaient pas d’un objet de culte sur les murs d’un bâtiment gouvernemental.
Les autres critiques concernaient la « non africanité » du personnage central, que l'on comparait à un bouddha assis en position du lotus. Pourtant, les figures traditionnelles étaient déjà présentées de la sorte. C'est ainsi qu'il se donne comme mission, de dénoncer cet oubli des valeurs traditionnelles, via la télévision par exemple et de les enseigner. C'est le cas avec le tableau Ta Télé,
Les autres tableaux de l'artiste appartenant à cette série " Nouveaux Fétiches " sont " Ngolowa ", " Ta Télé " et " Fwambasi "..

## Galerie photographique

Maternités Kongo
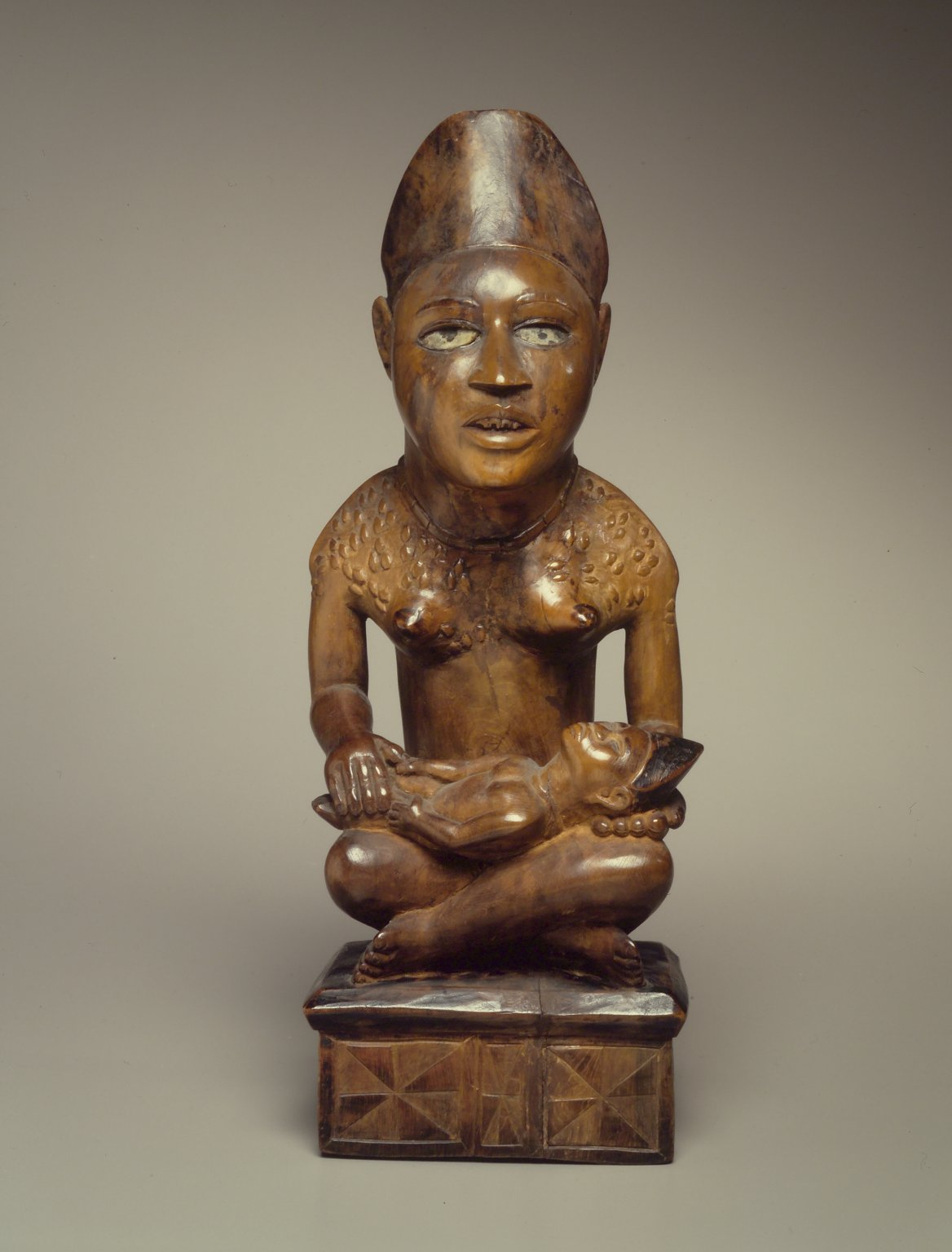
Maternité Phemba - Brooklyn Museum.
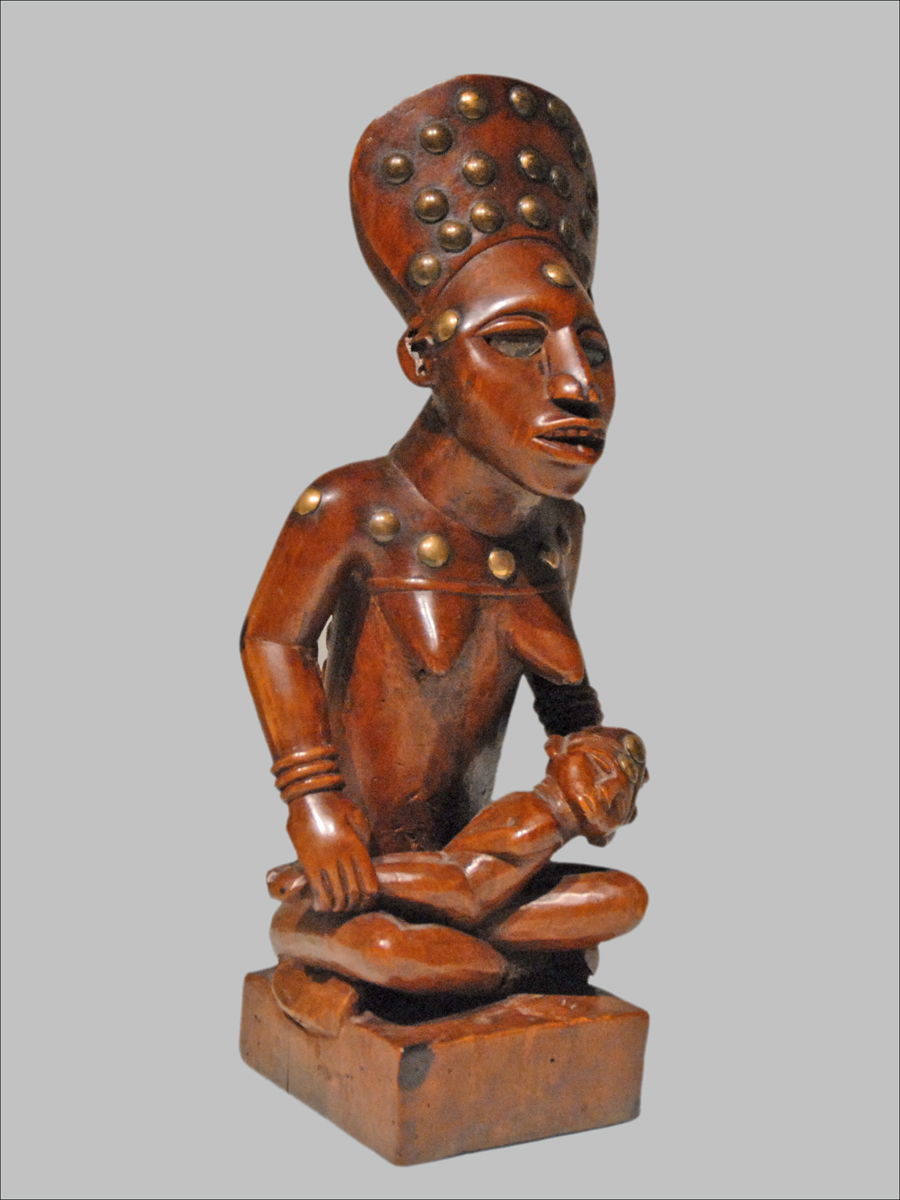
Maternité Phemba, Kongo - Musée du Quai Branly.
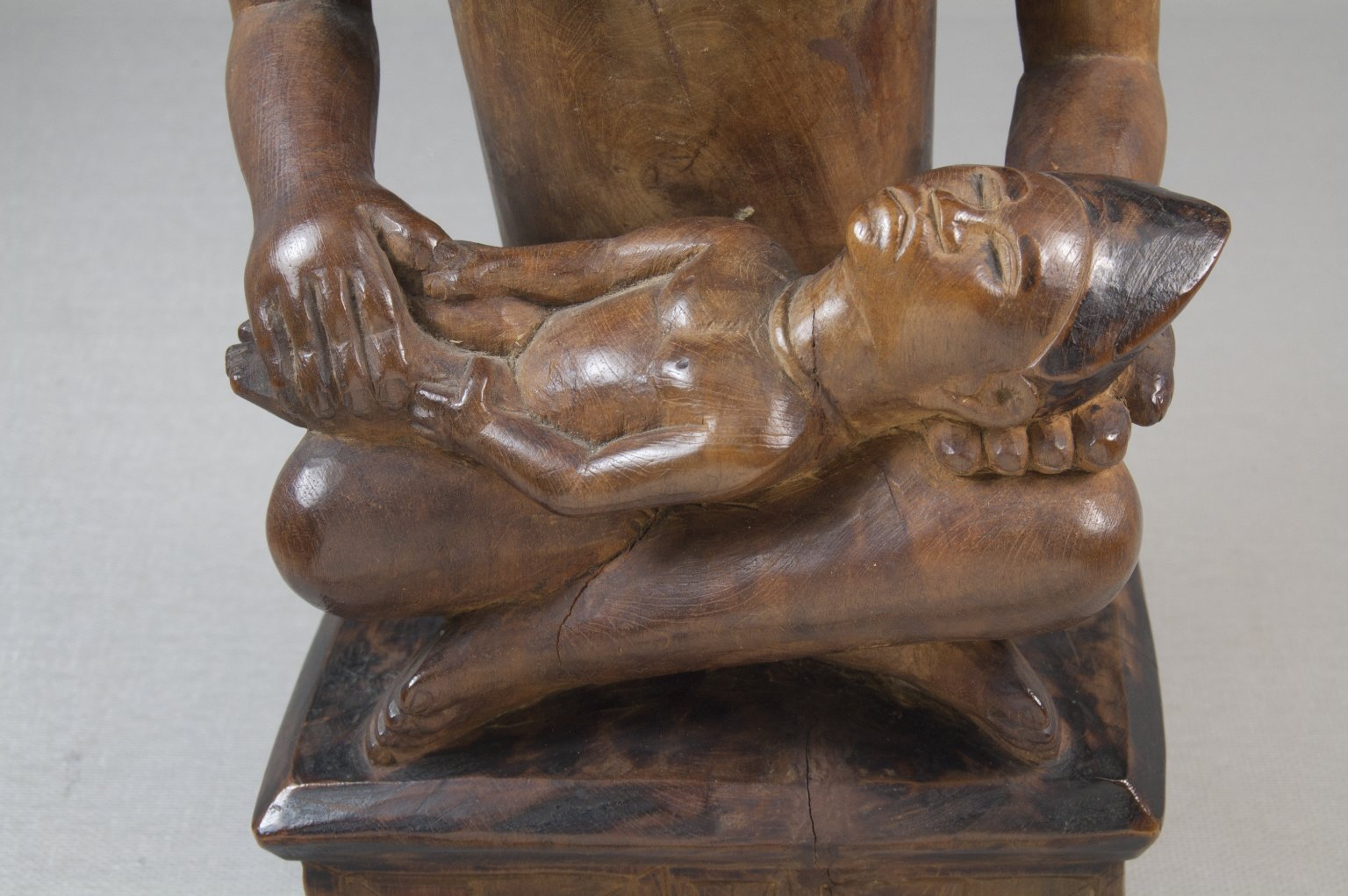
Gros plan sur l'enfant - Brooklyn Museum.
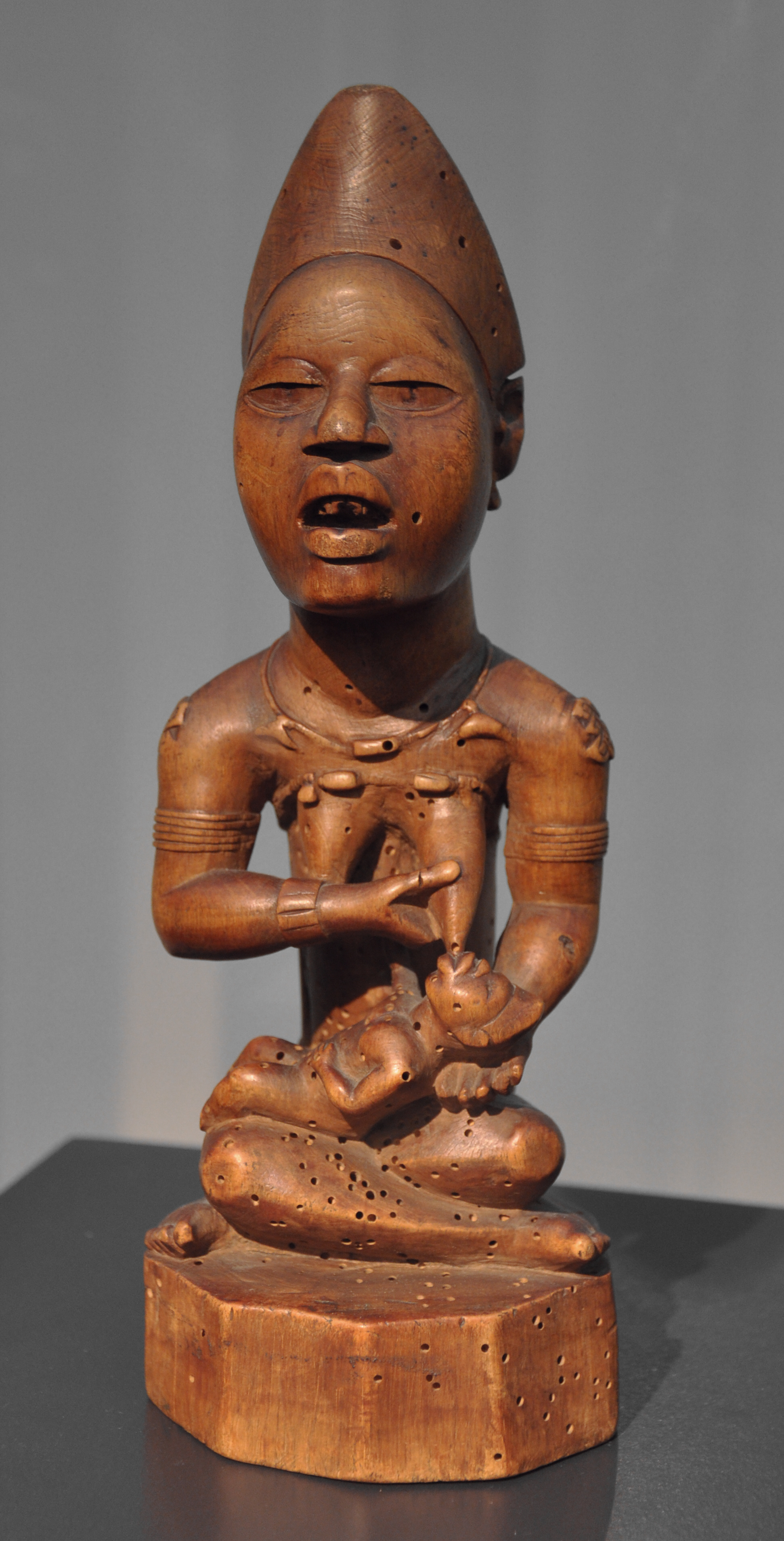
Statuette Phemba alaitante - République démocratique du Congo ou République du Congo; XIXe siècle; bois Museum Rietberg.
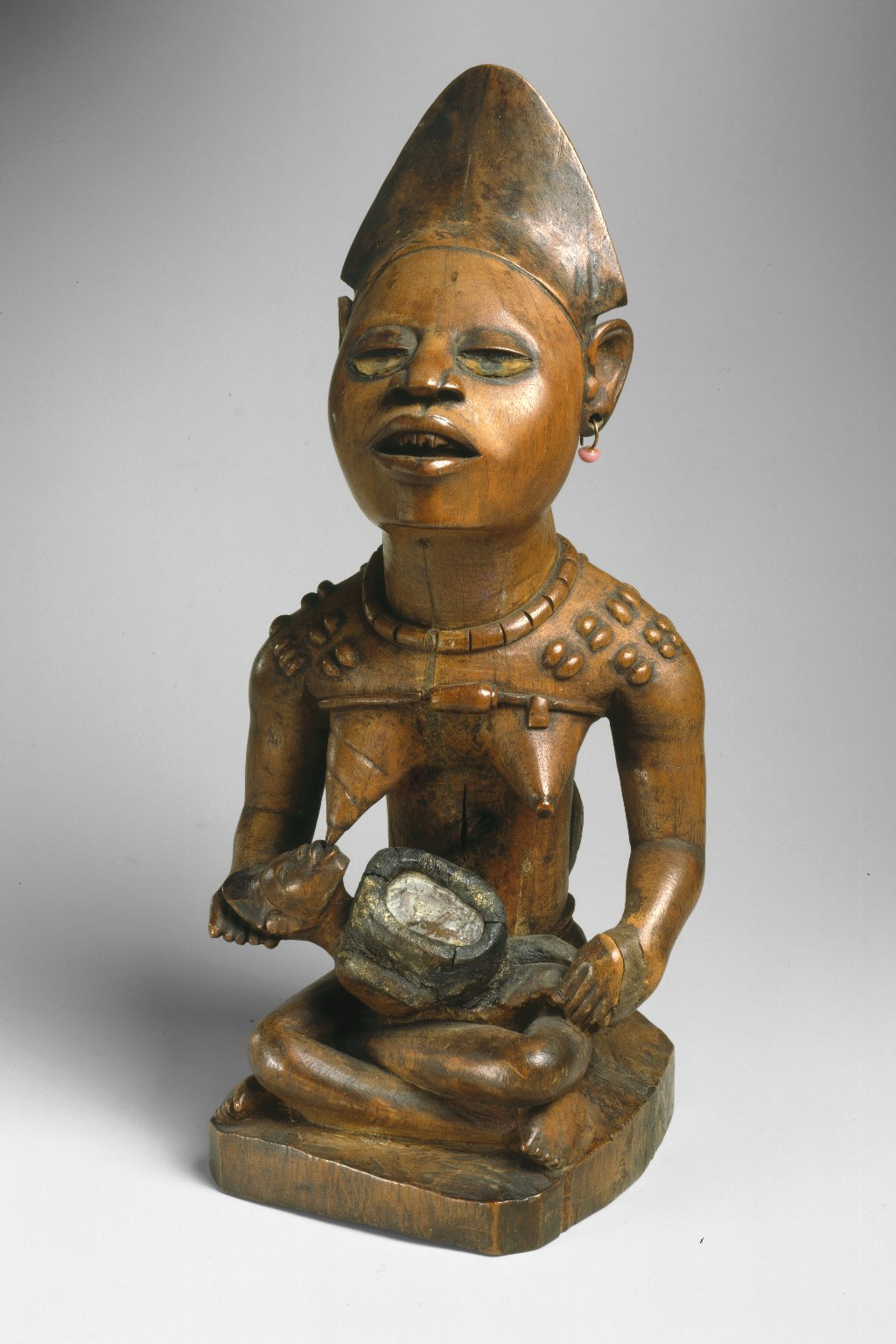
Maternité Phemba alaitante avec miroirBrooklyn Museum.

## Expositions
- Centre culturel français, Brazzaville, 1984
- Centre international des civilisations bantoues, Biennale de l’art Bantu contemporain, Libreville 1985
- The Center for African Art, Africa Explores: 20th Century African Art, 23 mai 1991-2 janvier 1992, illustré en couleur dans le catalogue p. 228; New York City, New York
- University Art Museum, Berkeley, Californie; 1992
- Dallas Museum of Art, Dallas, Texas, 9 février-5 avril, 1992
- St Louis Art Museum, St Louis, Missouri, 15 mai-5 juillet 1992
- Mint Museum of Art, Charlotte; 8 août-11 octobre 1992
- Carnegie Museum of Art, Pittsburgh, Pennsylvanie, 7 novembre 1992-10 janvier 1992
- Corcoran Gallery of Art, Washington D.C., Washington, 6 février-4 avril 1993
- Center for fine-arts, Miami, Floride 1993
- Ludwig Forum für Internationale Kunst, Aix-la-Chapelle, 1993
- Fondation Antoni-Tàpies, Barcelone, 17 novembre 1993-16 janvier 1994
- Tate Liverpool, Liverpool, 1994
- Espace Lyonnais d’art contemporain, Lyon, 1994
- Cooperation par l’Education et la culture, Bruxelles, l’Europe Fantôme, 28 mai-6 juillet 2003, illustrée en couleur dans le catalogue